# Hill City (Kansas)
Hill City – miasto położone w Hrabstwie Graham. Liczba ludności w 2010 roku wynosiła 1474.